# Klimmen (luchtvaart)
In de luchtvaart spreekt men van klimmen bij het vergroten van de hoogte van een vliegtuig; de klim is de fase van de vlucht na het opstijgen voordat de kruishoogte wordt bereikt.

## Uitvoering

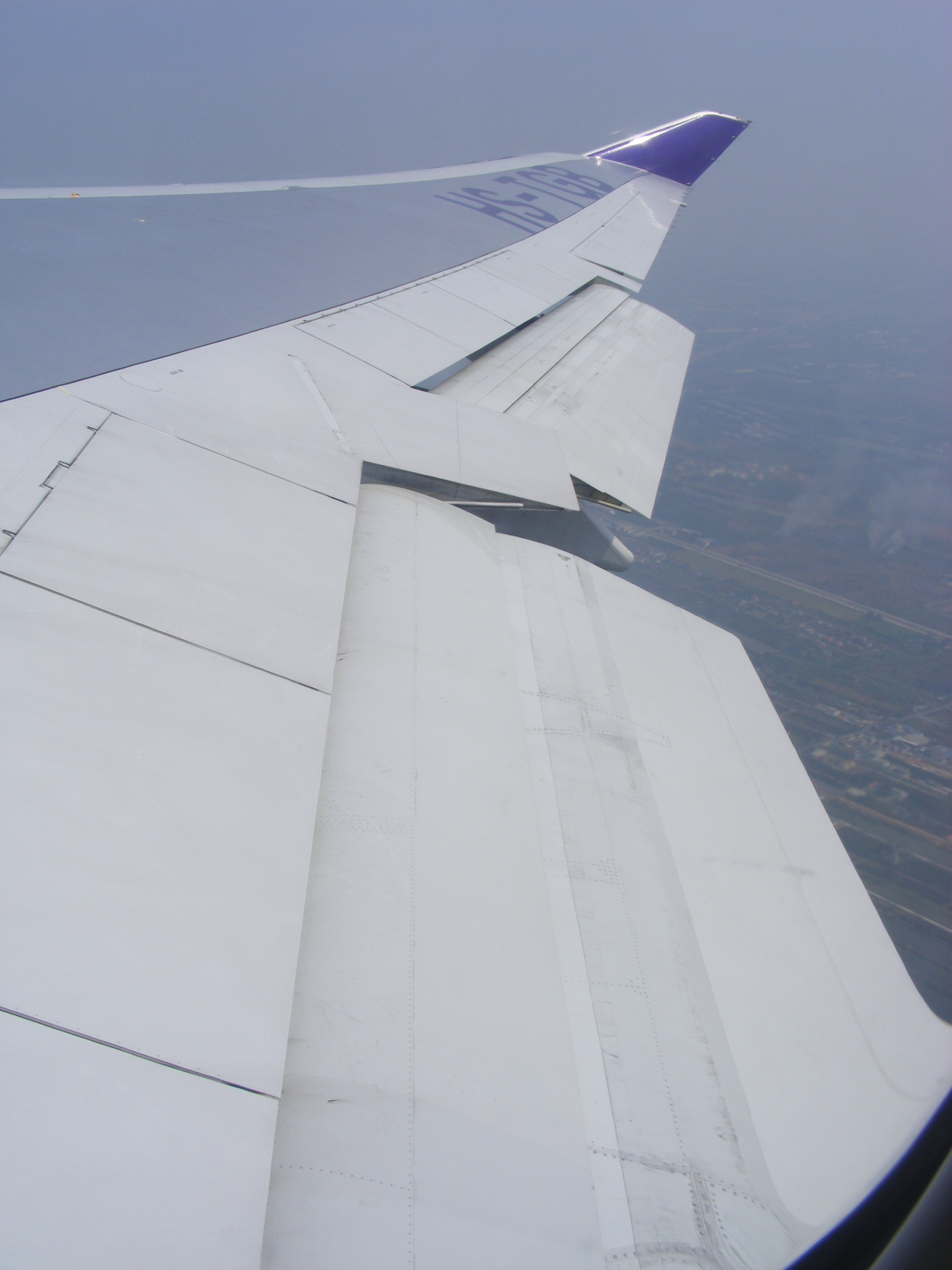
De rechtervleugel van een Boeing 747-400 tijdens het klimmen, de welvingskleppen zijn uitgeklapt om de liftkracht van de vleugel te vergroten

De klim wordt gerealiseerd door de liftkracht van de vleugels te vergroten zodanig dat de liftkracht groter is dan de zwaartekracht (in feite het gewicht van het toestel). De klim kan doorgaan totdat beide krachten in evenwicht zijn. De vergroting van de liftkracht kan worden bereikt door de invalshoek (Eng: angle of attack), ook wel aanstroomhoek genoemd, te vergroten. De invalshoek is de hoek tussen de koorde van de vleugel en de richting van de aanstromende wind. Bij het vergroten van de invalshoek neemt niet alleen de lift toe, maar ook de weerstand. Die zal dus voor het behouden van de snelheid gecompenseerd moeten worden door het motorvermogen op te voeren.
Omdat de liftkracht afneemt met de afname van de luchtdichtheid zal een klim bij verder onveranderde omstandigheden vanzelf afvlakken richting een horizontale vlucht bij het bereiken van een bepaalde hoogte.

## Klimfase
De klimfase van een normale vlucht van een vliegtuig is de fase na het opstijgen en waarin het toestel de vooraf bepaalde kruishoogte bereikt. De klim kan in één keer uitgevoerd worden, maar vooral op langere vluchten wordt er afwisselend geklommen en gevlogen op kruissnelheid. Als, vanwege bijvoorbeeld het verminderen van het gewicht door brandstofverbruik de optimale economische  vlieghoogte steeds hoger komt te liggen, wordt stapsgewijs geklommen en spreekt men van een step-climb.
De klimhoek kan niet onbeperkt vergroot worden, als de klimhoek en dus de instroomhoek te groot wordt dan dreigt het toestel te overtrekken: er ontstaat meer weerstand waardoor de snelheid daalt en de liftkracht uiteindelijk verdwijnt.
Er kan ook worden geklommen door in stijgende lucht, thermiek, te vliegen. Omdat deze zones ("thermiekbellen") vrij onvoorspelbaar zijn en gewone vliegtuigen niet zo geschikt zijn voor een passieve klim, wordt deze techniek eigenlijk alleen door zweefvliegtuigen gebruikt. Het is wel zo dat een vliegtuig sneller klimt als er zowel actief als passief wordt geklommen.
Het tegenovergestelde van klimmen is dalen.